# إميل بوس
إميل بوس (بالإسبانية: Emil Hermann Bose)‏ (و. 1874 – 1911 م) هو فيزيائي من الأرجنتين . ولد في بريمن (مدينة) .
توفي في لابلاتا ، عن عمر يناهز 37 عاماً.

## التعليم
تعلم في جامعة لا بلاتا الوطنية